# Šubići
Šubići, hrvaško pleme, pomembna hrvaška plemiška rodbina.
Plemenska domovina Šubićev je zaledje Zadra z utrdbami Bribir (v rimskem času Varvaria), Ostrovica in Skradin. Iz rodu tradicionalnih županov v Bribiru je izšla plemiška rodbina bribirskih Šubičev ali Bribircev. Ti so širili svoj vpliv v dalmatinska mesta in hrvaško notranjost. Postali so grofje in vazali ogrske krone. Višek svoje moči so dosegli koncem 13. in v začetku 14. stoletja (ob menjavi dinastije na ogrskem prestolu). Grof Pavel I. je postal hrvaški in bosanski ban. Njegova oblast je obsegala skoraj vso srednjeveško Hrvaško, Dalmacijo, srednjeveško Bosno in Hum. Po Pavlovi smrti so se njegovemu sinu Mladenu II. uprla dalmatinska mesta, hrvaški in bosanski plemiči, ogrsko-hrvaški kralj Karel I. pa ga je dal zapreti. Oblast Šubičev se je hitro skrčila na izvorno območje.
Novo obdobje v zgodovini Šubićev pomeni leto 1347, ko je gospod strateško pomembne trdnjave Ostrovice zamenjal pod pritiskom ogrskega kralja svojo posest za utrdbo Zrin v Pounju in tam nadaljeval svoj rod pod imenom Zrinski. Zrinski so se proslavili v bojih proti Turkom in dosegli ponoven višek v času Nikole IV., legendarnega branilca Sigeta. Pridobili so nova ozemlja v Medžimurju, Ozalju, Vinodolu. Pravnuka sigetskega junaka, Nikola VII. in Peter IV., tudi borca proti Turkom, sta bila pesnika in vodilni osebnosti hrvaške plemiške družbe. Nezadovoljna z notranjo in vojaško politiko dunajskega dvora sta sodelovala v neuspeli zaroti proti cesarju in s tem ob koncu stoletja pahnila rodbino Zrinskih v pogubo in izginotje.

## Plemensko obdobje
Iz plemenskega obdobja Šubićev ni veliko pisnih virov. Verjetno so bribirski župani (Budic, stresina berberisticus iupanus), ki se pojavljajo v dokumentih, pripadniki tega plemena. Plemensko ime Šubićev se prvič pojavlja leta 1102 v dokumentu Pacta conventa o dogovoru ogrskega kralja Kolomana s predstavniki dvanajstih hrvaških plemen (Comes Marmogna de genere Subbithorum) 
S prvotnega ozemlja so se člani plemena posamično in v skupinah naseljevali tudi na širšem območju srednjeveške Hrvaške (npr. v Senju) in v dalmatinskih mestih (Zadar, Pag, Rab, Krk). Osnovna veja je od konca 11. stoletja županovala bribirski županiji. Iz nje izhajajo Bribirski Šubići ali Bribirci. Za začetnika njihovega rodu velja že omenjeni Budec (omenjan v letih 1066-1070, v času hrvaškega kralja Petra Krešimirja IV.). (Glej tudi rodbinsko drevo  Šubić Bribirskih.)
V obdobju kralja Dimitra Zvonimira se v virih omenja bribirski župan Strezinja (omenjan 1075-1089). Župan Marmonja je sodeloval leta 1102 pri podpisu sporazuma Pacta conventa. Iz 12. stoletja sta poznana župana Bogdanac (1164), in njegov naslednik Miroslav (1180). Prav temu je verjetno ogrsko-hrvaški kralj Bela III. (kot patrimonialni lastnik vseh ozemelj v državi) priznal bribirsko plemensko ozemlje kot kraljevi fevd. Dokument o tej donaciji sicer ni ohranjen, pričajo pa o njem kasnejše kraljeve potrditve; donacijo je leta 1251 potrdil tudi kralj Bela IV. Donacija je Bribirce uvrstila med vazale ogrsko-hrvaške krone. Miroslavov sin Grgur I. (ali Gregor I., omenjen leta 1184) se že imenuje grof (comes). 

## Grofje Bribirski
Čeprav so Bribirci verjetno že v začetku 13. stoletja razširili svojo oblast na vse področje med Krko in Zrmanjo, je bilo širjenje njihove oblasti usmerjeno predvsem proti dalmatinskim mestom. Tam so se srečevali tudi z drugimi tekmeci, a je v obdobju 1227-40 vseeno uspelo bratoma Gregorju III. in Štefanu I. in njunima sinovoma Marku in Štefanu II.- Stjepku, da so v presledkih po večkrat (zlepa ali zgrda) bili podestati ali grofje v Splitu, Trogirju in Šibeniku. Začasna krepitev kraljeve moči v času Bele IV. je pripeljala do tega, da so dalmatinska mesta morala za svoje grofe imenovati bana Dalmacije in Hrvaške Štefana II. Babonića (banoval v letih 1243-1251).
Slabitev kraljeve oblasti po smrti kralja Bele IV. pa je prispevala k ponovnem vzponu moči Bribircev. Štefanovi sinovi Pavel I., Jurij I. in Mladen I. so v letih 1273-77 ponovno osvojili grofije v Splitu, Šibeniku in Trogiru. Pavel I. (*1245, †1312) je leta 1274 postal hrvaški ban. Na obali so ga najbolj ovirali Benečani, ki so leta 1280 zavzeli Omiški kastrum, a ga je leta 1287 Pavel zavzel nazaj in leta 1290 sklenil z Benečani mir, ki pa je njihov spor le za nekaj čase odložil.
Tekmovanje za ogrski prestol med zadnjim Arpadovcem in neapeljskimi Anžujci pa je Bribircem omogočilo nadaljnji hitri vzpon. Obe strani sta namreč potrebovali njihovo podporo. Da bi jih pridobil, jim je neapeljski kralj Karel II. leta 1292 podelil v dedno last večji del Hrvaške in Dalmacije, ozemlje, ki se razteza "od Huma do Senja, Gacke in Modruše". Že naslednje leto je isto storil ogrski kralj Andrej III.: Bribircem je podelil "primorsko banovino z vsemi banskimi pravicami, koristmi, prihodki in dohodki". S tem so postali Bribirci dejanski in dedni gospodarji skoraj vse Hrvaške in Dalmacije. Kljub temu dokumentu, s katerim so se strinjala tudi dalmatinska mesta, pa so se Bribirci poklonili neapeljski dinastiji. Karel II. je Pavlu leta 1295 priznal dosmrtni banski položaj na Hrvaškem in v Dalmaciji.
Bribirci so v tem času vladali v vseh dalmatinskih mestih z izjemo Zadra, ki je bil beneški. Oporo so si skušali zagotoviti tudi v mestih, ki še niso imela mestnih pravic in jih podpirali v prizadevanjih, da si jih pridobijo. Tako sta tedaj dobila mestne privilegije Šibenik in Skradin, pa tudi Omiš je dobil precejšnjo avtonomijo. Grof Jurij I. je izkoristil svoje diplomatske zveze z neapeljskim dvorom in dosegel, da je papež Bonifacij VIII. ustanovil škofijo v Šibeniku; Šibenik se je s tem znebil cerkveno-upravne odvisnosti od trogirske škofije.
Naslednja etapa v vzponu birbirskih Šubičev je bila širitev oblasti v srednjeveško Bosno. Že leta 1299 je Pavel svojemu dotedanjemu nazivu hrvaškega bana (banus totius Choruacie, banus Croatorum) dodal še "vladar Bosne" (dominus Bosne); vendar je bila tedaj njegova oblast omejena le na del Bosne, na področje "Donjih Krajev" (porečje srednjega Vrbasa in zgornje Sane), kjer je njegovo nadoblast priznal grof Hrvatin Stjepanić.
Prodiranje Bribircev v Bosno je izzvalo pri bosanskegem plemstve odpor, ki je leta 1302 pripeljal do spopada med banom Štefanom I. Kotromanićem in Pavlovim bratom Mladenom I., kateremu je Pavel prepustil položaj bosanskega bana, leta 1304 pa celo do Mladenove smrti. Kljub temu so Bribirci uspeli razširiti svojo oblast nad vso Bosno. Pavel se je tako že leta 1305 imenoval "vladar vse Bosne", položaj bosanskega bana pa je predal svojemu sinu Mladenu II. Pavlu je to uspevalo s previdno politiko, po eni strani do bosanskega plemstva, kateremu je dopuščal samostojen razvoj, in po drugi strani do Kotromaničev, ki jih je vzel pod svojo zaščito.
Čeprav je sedaj Pavel obvladoval skorajda vso Hrvaško, Bosno in Hum (glej zemljevida v hrvaški vikipediji), pa je imela nadzor nad dalmatinsko obalo Beneška republika, ki je imela oporišče v Zadru in premoč na morju. Leta 1311 je Pavel izkoristil upor meščanov Zadra proti benečanski oblasti in zavzel še Zadar; za zadrskega grofa je postavil Mladena II. A to zmagoslavje je bilo kratkotrajno, kajti že naslednje leto je Pavel umrl.
Pavlov naslednik, njegov sin Mladen II. († pred 1341), ni bil kos beneškemu obleganju Zadra in je prenehal braniti mesto. Septembra 1313 se je moral z mirovnim sporazumom odreči naslovu zadrskega grofa. A tudi med hrvaškimi plemiči ni imel toliko ugleda kot njegov oče. Kmalu se je začelo proti njegovi oblasti kopičiti nezadovoljstvo z vseh strani. Eno za drugim so se mu začela upirati dalmatinska mesta. Pridružili so se jim hrvaški plemiči, slavonski ban Ivan Babonić (banoval v letih 1310-16) in bosanski ban Stjepan II. Kotromanić. Leta 1322 je bil v spopadu z nasprotno koalicijo pri Blizni v zaledju Trogirja poražen. Dalmatinska mesta so sprejela "zaščito" Benečanov. Ko je jeseni prišel ogrsko-hrvaški kralj Karel I. z vojsko na Hrvaško, so se mu prišli njegovi hrvaški in bosanski vazali poklonit v Knin; prišel je tudi Mladen II.; kralj ga je dal prijeti in kot ujetnika odpeljati na Ogrsko, kjer je umrl.
Oblast Bribircev se je tako v kratkem času omejila le na rodbinske posesti, ki sta si jih razdelila Mladenova brata, Pavel II. in Jurij II. Pavel II. je vladal v Ostrovici in Bribiru (ostroviška veja), Jurij II. pa v Klisu, Skradinu in Omišu. (kliška veja). Pa tudi ta oblast je bila vse bolj ogrožena s strani kralja in sosednjega kneza Nelipca Nelipčića, ki je leta 1336 za kratek čas zavzel Ostrovico. Pavel II. je zato leta 1338 sprejel zaščito Benečanov in je v letih 1345-46 pred upornim Zadrom pomagal beneški vojski v boju proti četam kralja Ludvika I.
Po smrti Jurija II. (1330) je postal gospodar v Klisu njegov sin Mladen III. Gospodar Ostrovice Pavel II. je umrl leta 1346. Pred smrtjo je svojega mladoletnega sina Jurija III. (†1361) zaupal v varstvo svojemu bratu Gregorju V. in zaščiti Benečanov.
Za ogrsko-hrvaškega kralja Ludvika I., ki se je namenil pregnati Benečane z dalmatinske obale, je bila močno utrjena trdnjava Ostrovica pomembno strateško oporišče, ki ga je želel imeti pod svojim nadzorom. Čeprav so si vsi Bribirci ob podpori Benečanov prizadevali ohraniti svojo dediščino, je nazadnje moral Gregor V. v imenu nečaka sprejeti ponudbo kralja Ludvika in mu prepustiti Ostrovico, kralj pa je Juriju III. v zameno podelil (s privilegijem z dne 31. julija 1347) trdnjavo Zrin v spodnjem Pounju. Ostroviška veja Bribircev se je s tem preselila v srednjeveško Slavonijo, Jurij III. pa je postal začetnik rodbine knezov Zrinskih.
Že leta 1348 je umrl Mladen III. in vodenje kliške veje je prevzel njegov brat Pavel III. (†1356). V borbo za dediščino te veje se je poleg Benečanov vpletel tudi srbski car Štefan Dušan, vendar je Ludvik zmagal; leta 1356 je Pavel III. priznal oblast Ludvika I., ki je z zadrskim mirom (1358) dobil nadzor nad Skradinom, Klisom in Omišem.
V drugi polovici 14. in v 15. stoletju je Bribircem ostal le Bribir z okolico. V virih se kot gospodarji Bribira navajajo potomci Pavla III. še do druge polovice 15. stoletja. Med njimi je najbolj poznan prapravnuk Pavla III., Jakov II., ki se je bojeval za kralja Sigismunda Luksemburškega in bil hrvaško-dalmatinski podban. Jakov II. ni imel naslednikov in z njegovo smrtjo (1456) je bribirska veja Šubičev ugasnila.
Ob glavni veji Bribircev, ki se kot nasledniki banov imenujejo tudi Banići, omenjajo viri še vzporedne veje, kot so Markovići in Ugrinići (v 14. in 15. stoletju gospodarji kastruma Rog). Te veje so imele svoje posesti v ostroviškem, zadarskem in ninskem okraju vse do začetka 16. stoletja.
Leta 1434 je ogrsko-hrvaški kralj Sigismund Luksemburški rojaku Jakova II. podelil v fevd mesto Pernu v srednjeveški Slavoniji. Njegov rod poznamo kot kneze Peranske (izumrli v drugi polovici 18. stoletja; glej pod Glej tudi).

## Grofje Zrinski
Glavni članek je  Zrinski.
Jurij III. Šubič-Bribirski je na novi lokaciji v srednjeveški Slavoniji postal kot Jurij I. Šubić-Zrinski praoče grofov Zrinskih. Njegovi nasledniki so pod Zrinsko goro našli ležišča dragocenih kovin in jih začeli pridobivati. Razvijali so svoje gospodarstvo v Gvozdanskem in z nakupi in dedovanji širili svoje posesti na območje med Uno in spodnjo Kolpo. 
Po zavzetju Bosne (1463) so Turki začeli vse pogosteje vpadati na posesti Zrinskih. Člani rodbine so se v več rodovih izkazali kot hrabri bojevniki. Kot tak se je najbolj proslavil Nikola IV. (*1508, †1566), kateremu je kralj Ferdinand I. leta 1546 kot nagrado za vojaško službo in nadomestilo za Zrin, ki so ga Turki vse bolj ogrožali, podelil Medžimurje s Čakovcem. Nikola je leta 1561 postal poveljnik Sigeta in nato še glavni poveljnik ogrskega ozemlja na desni strani Donave. Umrl je med junaško obrambo Sigeta in dosegel legendarno slavo kot "slovanski Leonid".
Kmalu po smrti Nikole IV. so Turki zavzeli ozemlja Zrinskih vzhodno od Kolpe in rodbina si je novi rezidenci ustvarila v Čakovcu in Ozalju ob Kolpi, ki so ga podedovali od Frankopanov. Še naprej so krepili svoje gospodarstvo in družbeni vpliv in ostali sredi 17. stoletja (ob zadnjem Fankopanu) še edina močna rodbina starega hrvaškega plemstva; temu ustrezno so prevzemali tudi breme zastopanja interesov hrvaške družbe napram habsburškemu cesarstvu. Pravnuka sigetskega junaka, brata Nikola VII. (*1620, †1664) in Peter IV. (*1621, †1671) sta bila oba visoko izobražena, oba pesnika, istočasno pa sta se izkazala s številnimi zmagami nad Turki. Nikolo je raztrgal veper v čakovskem gozdu, Peter pa se je skupaj s svakom Franom Krsto Frankopanom zapletel v neuspelo hrvaško-ogrsko zaroto proti dunajskemu dvoru; skupaj s svakom je bil obsojen na smrt in na odvzetje premoženja ter usmrčen v Dunajskem Novem mestu. 
S tem je bila rodbina uničena. Petrovo ženo, sestro Frana Krste, so zaprli v samostan, kjer je leta 1673 umrla. Sin Nikole VII., Adam, je leta 1691 padel kot cesarski oficir v bitki pri Slankamenu, Petrov sin Ivan IV. Anton Baltazar pa je kot zadnji Šubić-Zrinski leta 1703 umrl v habsburški temnici.